# Garat, Charente

Garat este o comună în departamentul Charente, Franța. În 1 ianuarie 2022 avea o populație de 2.111 de locuitori.